# Lista planetelor minore: 297001–298000
Aceasta este lista planetelor minore cu numerele 297001–298000.

## 297001–297100
| Denumire           | Denumire provizorie | Data descoperirii  | Locul descoperirii | Descoperitor(i)     |
| ------------------ | ------------------- | ------------------ | ------------------ | ------------------- |
| 297001 –           | 2010 FW28           | 18 octombrie 2001* | Kitt Peak          | Spacewatch          |
| 297002 –           | 2010 FB30           | 17 martie 2010     | Kitt Peak          | Spacewatch          |
| 297003 –           | 2010 FR30           | 16 martie 2010     | Kitt Peak          | Spacewatch          |
| 297004 –           | 2010 FP31           | 21 martie 2010     | Calvin-Rehoboth    | Calvin College      |
| 297005 Ellirichter | 2010 FY48           | 22 martie 2010     | ESA OGS            | ESA OGS             |
| 297006 –           | 2010 FN54           | 21 martie 2010     | Kitt Peak          | Spacewatch          |
| 297007 –           | 2010 FF56           | 20 martie 2010     | Kitt Peak          | Spacewatch          |
| 297008 –           | 2010 FZ82           | 18 martie 2010     | Mount Lemmon       | Mount Lemmon Survey |
| 297009 –           | 2010 FL84           | 25 martie 2010     | Kitt Peak          | Spacewatch          |
| 297010 –           | 2010 FL87           | 18 martie 2010     | Mount Lemmon       | Mount Lemmon Survey |
| 297011 –           | 2010 FU88           | 19 martie 2010     | Kitt Peak          | Spacewatch          |
| 297012 –           | 2010 FY88           | 25 martie 2010     | Kitt Peak          | Spacewatch          |
| 297013 –           | 2010 FL90           | 20 martie 2010     | Kitt Peak          | Spacewatch          |
| 297014 –           | 2010 FV90           | 21 martie 2010     | Mount Lemmon       | Mount Lemmon Survey |
| 297015 –           | 2010 FU91           | 25 martie 2010     | Mount Lemmon       | Mount Lemmon Survey |
| 297016 –           | 2010 FT92           | 17 martie 2010     | Catalina           | CSS                 |
| 297017 –           | 2010 GY5            | 1 decembrie 2005*  | Kitt Peak          | Spacewatch          |
| 297018 –           | 2010 GM11           | 2 aprilie 2010     | WISE               | WISE                |
| 297019 –           | 2010 GN23           | 1 aprilie 2010     | WISE               | WISE                |
| 297020 –           | 2010 GM26           | 4 aprilie 2010     | Kitt Peak          | Spacewatch          |
| 297021 –           | 2010 GK29           | 8 aprilie 2010     | Mount Lemmon       | Mount Lemmon Survey |
| 297022 –           | 2010 GM31           | 26 ianuarie 2001*  | Kitt Peak          | Spacewatch          |
| 297023 –           | 2010 GY31           | 6 aprilie 2010     | Kitt Peak          | Spacewatch          |
| 297024 –           | 2010 GB32           | 6 aprilie 2010     | Catalina           | CSS                 |
| 297025 –           | 2010 GA33           | 7 aprilie 2010     | Sternwarte Hagen   | M. Klein            |
| 297026 Corton      | 2010 GJ33           | 7 aprilie 2010     | Sierra Stars       | M. Ory              |
| 297027 –           | 2010 GG66           | 7 aprilie 2010     | Kitt Peak          | Spacewatch          |
| 297028 –           | 2010 GH66           | 7 aprilie 2010     | Mount Lemmon       | Mount Lemmon Survey |
| 297029 –           | 2010 GW96           | 15 aprilie 2010    | Kachina            | J. Hobart           |
| 297030 –           | 2010 GB106          | 7 aprilie 2010     | Kitt Peak          | Spacewatch          |
| 297031 –           | 2010 GE106          | 7 aprilie 2010     | Kitt Peak          | Spacewatch          |
| 297032 –           | 2010 GJ106          | 7 aprilie 2010     | Mount Lemmon       | Mount Lemmon Survey |
| 297033 –           | 2010 GG109          | 8 aprilie 2010     | Mount Lemmon       | Mount Lemmon Survey |
| 297034 –           | 2010 GX113          | 10 aprilie 2010    | Kitt Peak          | Spacewatch          |
| 297035 –           | 2010 GV114          | 10 aprilie 2010    | Kitt Peak          | Spacewatch          |
| 297036 –           | 2010 GH124          | 4 aprilie 2010     | Kitt Peak          | Spacewatch          |
| 297037 –           | 2010 GU139          | 7 aprilie 2010     | Mount Lemmon       | Mount Lemmon Survey |
| 297038 –           | 2010 GP143          | 10 aprilie 2010    | Mount Lemmon       | Mount Lemmon Survey |
| 297039 –           | 2010 GS146          | 8 aprilie 2010     | Catalina           | CSS                 |
| 297040 –           | 2010 GN158          | 14 aprilie 2010    | Mount Lemmon       | Mount Lemmon Survey |
| 297041 –           | 2010 GZ158          | 10 aprilie 2010    | Kitt Peak          | Spacewatch          |
| 297042 –           | 2010 GX159          | 11 aprilie 2010    | Jarnac             | Jarnac              |
| 297043 –           | 2010 GU160          | 11 aprilie 2010    | Mount Lemmon       | Mount Lemmon Survey |
| 297044 –           | 2010 HH13           | 18 aprilie 2010    | WISE               | WISE                |
| 297045 –           | 2010 HB20           | 17 aprilie 2010    | Bergisch Gladbach  | W. Bickel           |
| 297046 –           | 2010 HA21           | 20 aprilie 2010    | Mount Lemmon       | Mount Lemmon Survey |
| 297047 –           | 2010 HT21           | 15 aprilie 1996*   | Kitt Peak          | Spacewatch          |
| 297048 –           | 2010 HD24           | 21 octombrie 2001* | Kitt Peak          | Spacewatch          |
| 297049 –           | 2010 HS48           | 24 aprilie 2010    | WISE               | WISE                |
| 297050 –           | 2010 HY50           | 24 aprilie 2010    | WISE               | WISE                |
| 297051 –           | 2010 HA54           | 24 aprilie 2010    | WISE               | WISE                |
| 297052 –           | 2010 HB81           | 28 aprilie 2010    | WISE               | WISE                |
| 297053 –           | 2010 HG99           | 30 aprilie 2010    | WISE               | WISE                |
| 297054 –           | 2010 HP104          | 20 aprilie 2010    | Mount Lemmon       | Mount Lemmon Survey |
| 297055 –           | 2010 HP107          | 20 aprilie 2010    | Kitt Peak          | Spacewatch          |
| 297056 –           | 2010 HA109          | 29 aprilie 2010    | WISE               | WISE                |
| 297057 –           | 2010 HU111          | 18 decembrie 2004* | Mount Lemmon       | Mount Lemmon Survey |
| 297058 –           | 2010 JO             | 4 mai 2010         | Catalina           | CSS                 |
| 297059 –           | 2010 JV             | 1 mai 2010         | WISE               | WISE                |
| 297060 –           | 2010 JF1            | 4 mai 2010         | Mayhill            | Mayhill             |
| 297061 –           | 2010 JX1            | 3 mai 2010         | Kitt Peak          | Spacewatch          |
| 297062 –           | 2010 JC29           | 2 mai 2010         | Kitt Peak          | Spacewatch          |
| 297063 –           | 2010 JD34           | 6 august 2002*     | Palomar            | NEAT                |
| 297064 –           | 2010 JX34           | 4 mai 2010         | Siding Spring      | SSS                 |
| 297065 –           | 2010 JA36           | 5 mai 2010         | Mount Lemmon       | Mount Lemmon Survey |
| 297066 –           | 2010 JB36           | 23 octombrie 2003* | Kitt Peak          | Spacewatch          |
| 297067 –           | 2010 JK36           | 16 aprilie 2001*   | Kitt Peak          | Spacewatch          |
| 297068 –           | 2010 JR39           | 5 mai 2010         | Nogales            | Tenagra II          |
| 297069 –           | 2010 JC72           | 5 mai 2010         | Mount Lemmon       | Mount Lemmon Survey |
| 297070 –           | 2010 JE73           | 6 mai 2010         | Mount Lemmon       | Mount Lemmon Survey |
| 297071 –           | 2010 JQ75           | 4 mai 2010         | Kitt Peak          | Spacewatch          |
| 297072 –           | 2010 JO86           | 11 mai 2010        | WISE               | WISE                |
| 297073 –           | 2010 JK116          | 11 mai 2010        | Mount Lemmon       | Mount Lemmon Survey |
| 297074 –           | 2010 JS129          | 13 mai 2010        | WISE               | WISE                |
| 297075 –           | 2010 JD147          | 13 mai 2010        | Catalina           | CSS                 |
| 297076 –           | 2010 JE152          | 6 mai 2010         | Mount Lemmon       | Mount Lemmon Survey |
| 297077 –           | 2010 JQ152          | 8 mai 2010         | Mount Lemmon       | Mount Lemmon Survey |
| 297078 –           | 2010 JJ173          | 31 octombrie 2002* | Palomar            | NEAT                |
| 297079 –           | 2010 JH176          | 4 mai 2010         | Catalina           | CSS                 |
| 297080 –           | 2010 KV3            | 16 mai 2010        | WISE               | WISE                |
| 297081 –           | 2010 KE10           | 5 iulie 2005*      | Mount Lemmon       | Mount Lemmon Survey |
| 297082 –           | 2010 KB21           | 17 mai 2010        | WISE               | WISE                |
| 297083 –           | 2010 KA26           | 18 mai 2010        | WISE               | WISE                |
| 297084 –           | 2010 KL36           | 18 mai 2010        | La Sagra           | OAM                 |
| 297085 –           | 2010 KO51           | 22 mai 2010        | WISE               | WISE                |
| 297086 –           | 2010 KY55           | 23 mai 2010        | WISE               | WISE                |
| 297087 –           | 2010 KG63           | 23 mai 2010        | WISE               | WISE                |
| 297088 –           | 2010 KM70           | 24 mai 2010        | WISE               | WISE                |
| 297089 –           | 2010 KJ117          | 17 mai 2010        | La Sagra           | OAM                 |
| 297090 –           | 2010 KK123          | 31 mai 2010        | WISE               | WISE                |
| 297091 –           | 2010 LS111          | 10 iunie 2010      | Mount Lemmon       | Mount Lemmon Survey |
| 297092 –           | 2010 LB122          | 14 iunie 2010      | WISE               | WISE                |
| 297093 –           | 2010 MD             | 16 iunie 2010      | Sandlot            | G. Hug              |
| 297094 –           | 2010 MH31           | 20 decembrie 2006* | Palomar            | NEAT                |
| 297095 –           | 2010 MB37           | 30 august 2005*    | Kitt Peak          | Spacewatch          |
| 297096 –           | 2010 MC41           | 13 noiembrie 2007* | Kitt Peak          | Spacewatch          |
| 297097 –           | 2010 ML43           | 22 iunie 2010      | WISE               | WISE                |
| 297098 –           | 2010 MA45           | 2 mai 2006*        | Mount Lemmon       | Mount Lemmon Survey |
| 297099 –           | 2010 MD112          | 19 iunie 2010      | Mount Lemmon       | Mount Lemmon Survey |
| 297100 –           | 2010 NR3            | 4 iulie 2010       | Kitt Peak          | Spacewatch          |

## 297101–297200
| Denumire | Denumire provizorie | Data descoperirii   | Locul descoperirii | Descoperitor(i)                                     |
| -------- | ------------------- | ------------------- | ------------------ | --------------------------------------------------- |
| 297102 – | 2010 OA29           | 12 septembrie 2001* | Socorro            | LINEAR                                              |
| 297116 – | 2010 RB72           | 9 septembrie 1977*  | Palomar            | C. van Houten, I. van Houten-Groeneveld, T. Gehrels |
| 297123 – | 2010 RM136          | 30 august 2006*     | Anderson Mesa      | LONEOS                                              |
| 297143 – | 2010 TV173          | 21 martie 1999*     | Apache Point       | SDSS                                                |
| 297152 – | 2010 UQ56           | 14 februarie 2002*  | Cerro Tololo       | Deep Lens Survey                                    |
| 297161 – | 2010 VU26           | 29 februarie 2008*  | XuYi               | PMO NEO Survey Program                              |
| 297171 – | 2010 VD112          | 18 iulie 2004*      | Campo Imperatore   | CINEOS                                              |

## 297201–297300
| Denumire | Denumire provizorie | Data descoperirii  | Locul descoperirii | Descoperitor(i)             |
| -------- | ------------------- | ------------------ | ------------------ | --------------------------- |
| 297234 – | 1960 SP             | 24 septembrie 1960 | Palomar            | L. D. Schmadel, R. M. Stoss |
| 297235 – | 1981 EN11           | 7 martie 1981      | Siding Spring      | S. J. Bus                   |
| 297239 – | 1994 RH19           | 5 septembrie 1994  | La Silla           | E. W. Elst                  |
| 297244 – | 1994 UW1            | 29 octombrie 1994* | Siding Spring      | R. H. McNaught              |
| 297274 – | 1996 SK             | 17 septembrie 1996 | Haleakala          | NEAT                        |
| 297288 – | 1997 TT1            | 3 octombrie 1997   | Caussols           | ODAS                        |
| 297289 – | 1997 WF             | 18 noiembrie 1997  | Oizumi             | T. Kobayashi                |
| 297291 – | 1997 XG2            | 3 decembrie 1997   | Chichibu           | N. Sato                     |

## 297301–297400
| Denumire | Denumire provizorie | Data descoperirii | Locul descoperirii | Descoperitor(i)                  |
| -------- | ------------------- | ----------------- | ------------------ | -------------------------------- |
| 297309   | 1998 UJ18           | 20 octombrie 1998 | Xinglong           | BAO Schmidt CCD Asteroid Program |
| 297314 – | 1998 XV2            | 7 decembrie 1998  | San Marcello       | L. Tesi, A. Boattini             |
| 297354 – | 2000 AB147          | 7 ianuarie 2000   | Eskridge           | Eskridge                         |
| 297359 – | 2000 CL106          | 5 februarie 2000  | Kitt Peak          | M. W. Buie                       |
| 297382 – | 2000 QC             | 21 august 2000    | Emerald Lane       | L. Ball                          |
| 297383 – | 2000 QO1            | 23 august 2000    | Ondřejov           | P. Pravec, P. Kušnirák           |

## 297401–297500
| Denumire       | Denumire provizorie | Data descoperirii | Locul descoperirii | Descoperitor(i) |
| -------------- | ------------------- | ----------------- | ------------------ | --------------- |
| 297409 Mållgan | 2000 RE39           | 1 septembrie 2000 | Saltsjöbaden       | A. Brandeker    |
| 297484 –       | 2000 UJ15           | 29 octombrie 2000 | Oaxaca             | J. M. Roe       |

## 297501–297600
| Denumire | Denumire provizorie | Data descoperirii  | Locul descoperirii | Descoperitor(i) |
| -------- | ------------------- | ------------------ | ------------------ | --------------- |
| 297521 – | 2001 CE             | 1 februarie 2001   | Prescott           | P. G. Comba     |
| 297579 – | 2001 SX2            | 17 septembrie 2001 | Desert Eagle       | W. K. Y. Yeung  |

## 297701–297800
| Denumire | Denumire provizorie | Data descoperirii | Locul descoperirii | Descoperitor(i) |
| -------- | ------------------- | ----------------- | ------------------ | --------------- |
| 297720 – | 2001 WS15           | 25 noiembrie 2001 | Pla D'Arguines     | R. Ferrando     |

## 297801–297900
| Denumire | Denumire provizorie | Data descoperirii | Locul descoperirii | Descoperitor(i)            |
| -------- | ------------------- | ----------------- | ------------------ | -------------------------- |
| 297803 – | 2002 AH7            | 9 ianuarie 2002   | Cima Ekar          | Asiago-DLR Asteroid Survey |

## 297901–298000
| Denumire | Denumire provizorie | Data descoperirii | Locul descoperirii | Descoperitor(i)  |
| -------- | ------------------- | ----------------- | ------------------ | ---------------- |
| 297940 – | 2002 EW152          | 15 martie 2002    | Mount Hamilton     | Lick Observatory |
| 297993 – | 2002 ND57           | 14 iulie 2002     | Hibiscus           | S. F. Hönig      |